# Jonas Lohse
Carl Jonas Lohse, född 15 maj 1987 i Vallda församling i Hallands län, är en svensk friidrottare (spjutkastning). Hans personliga rekord 81,40 från 2008 gjorde honom då till femte bästa svensk genom tiderna.
Han tävlar för Mölndals AIK.

## Familj
Jonas Lohse är son till seglaren Bobby Lohse och bror till kulstötaren Magnus Lohse.

## Karriär
Vid U23-EM i Debrecen, Ungern år 2007 vann Lohse kvaltävlingen på 77,09, men i finalen kastade han bara 73,,26 vilket räckte till en hedrande sjundeplats.
Lohse deltog 2009 vid U23-EM i Kaunas, Litauen men slogs ut i spjutkvalet efter 67,80 m.
Vid VM i Berlin 2009 slogs han ut i spjutförsöken.

## Resultatutveckling
- 2004    55,65[källa behövs] (700g)
- 2005    55,10[källa behövs] (800g)
- 2006    66,42[källa behövs]
- 2007    79,48[12]
- 2008    81,40[12]
- 2009    76,02[12]
- 2011    62,18[källa behövs]
- 2012    78,88[12]
- 2013    77,19[12]

## Personliga rekord
| Utomhus - Kula – 16,27 (Göteborg 12 september 2007) - Kula – 14,82 (Göteborg 22 september 2008) - Diskus – 40,08 (Göteborg 17 september 2008) - Slägga – 40,47 (Göteborg 17 september 2008) - Spjut – 81,40 (Habo 23 augusti 2008) | Inomhus - Kula – 16,35 (Göteborg 8 mars 2009) - Kula – 15,81 (Göteborg 7 februari 2009) |